# Latifa El Bouhsini
Latifa El Bouhsini (tiếng Ả Rập: fant طيفة البوحسيني) là giáo sư đại học tại Khoa Khoa học Giáo dục ở Rabat, và là thành viên của Văn phòng Quốc gia của Trường công dân về Nghiên cứu Chính trị, ECEP, tại Rabat từ năm 2012. Bouhsini cũng là một thành viên của văn phòng quốc gia của Tổ chức Nhân quyền Maroc. Bà là một nhà văn và một nhà hoạt động nữ quyền cánh tả, có bằng tiến sĩ về lịch sử và các nền văn minh và viết rất nhiều về lịch sử của phong trào nữ quyền ở Ma-rốc. Bouhsini cũng là một huấn luyện viên chuyên về quyền của giới và phụ nữ, và bà là một diễn giả tại Hội đồng Nhân quyền Quốc gia.

## Cuộc sống và sự nghiệp chuyên nghiệp
Bouhsini sinh ra ở Ouazzane và chuyển đến Rabat và Fez để theo đuổi việc học, sau đó tới Pháp, nơi bà lấy bằng tiến sĩ lịch sử tại Đại học Toulouse về vị trí của phụ nữ trong các tác phẩm và lịch sử của Maroc thời Trung cổ. Bà gia nhập Tổ chức Hành động Dân chủ Phổ biến, một phần mở rộng của tổ chức vào ngày 23 tháng 3 trong cuộc sống Đại học của bà ở Fez. Sau đó, bà trở thành một chiến binh nữ quyền tại Liên minh hành động nữ tính (Union de l'action nữ tính, UAF).
Sự nghiệp chuyên nghiệp của Bouhsini bắt đầu tại Ban Thư ký Phụ nữ, Gia đình và Hội nhập của Người khuyết tật, đứng đầu là Bộ trưởng Mohammed Said Saadi, nơi bà phụ trách nghiên cứu. Từ vị trí này, bà được hợp nhất vào bộ máy hành chính trung ương với tư cách là quản lý dịch vụ, sau đó là giám đốc bộ phận trong Tổng cục Xã hội và trong ban giám đốc của bộ phát triển xã hội, gia đình và đoàn kết. Cuộc sống chuyên nghiệp của bà chuyển từ quản trị sang giáo sư đại học năm 2008 tại Viện hành động xã hội quốc gia (INAS) ở Tangier sau đó đến Khoa Khoa học giáo dục nơi bà hiện đang làm việc.

## Ấn phẩm
Latifa Bouhsini là một nhà văn chuyên nghiệp về lịch sử của phong trào nữ quyền Ma-rốc và các vấn đề về quyền của phụ nữ.
Trong số các ấn phẩm của bà:
- Le mouference des droits humains des femmes au Maroc: Approche historyique et archivistique. Phối hợp de Assia Benadada et Latifa El Bouhsini Janvier 2013 - Novembre 2014. Sous soutien de l'Union européenne et à lappapp du du
- Latifa El Bouhsini. Acquis et limites du Mouference des Femmes au Maroc.   Phân tích Maroc 2015. Cetri
- Latifa El Bouhsini, «Une Lutte đổ l'égalité racontée mệnh les féministes marocaines», Rives méditerranéennes [En ligne], 52 | 2016, mis en ligne le 15 mai 2018, tham khảo ý kiến 09 décembre 2016. URL  : http://rive.revues.org/5034